# Bobby Langton
Robert Langton, detto Bobby (Burscough, 8 settembre 1918 – Burscough, 13 gennaio 1996) è stato un calciatore inglese, di ruolo ala.

## Carriera

### Club
Ha giocato nel campionato inglese e nordirlandese.

### Nazionale
Esordì in nazionale nel 1946, collezionò 11 presenze e 1 rete nei successivi 4 anni.

## Palmarès

### Club

#### Competizioni nazionali
- Campionato inglese di seconda divisione: 1

Blackburn: 1938-1939